# Tesoro di Domagnano
Il cosiddetto tesoro di Domagnano è un corredo di gioielli dell'epoca gota del V-VI secolo appartenuti a una principessa o una dama gota; i gioielli vennero scoperti nel 1892-1893 in località Paderna del castello di Domagnano nella Repubblica di San Marino.

## Descrizione
Il tesoro, ora diviso tra vari musei, è così composto:
- una coppia di fibule a forma di aquila lunghe entrambe 12 cm, tra loro speculari
- due orecchini lunghi entrambi 8,5 cm
- otto elementi di collana con pendente, tutti lunghi 4,5 cm, e un pendente privo di elemento superiore
- uno spillone per capelli, forse parte di una coppia, lungo 14,1 cm
- un anello del diametro di 2,3 cm
- una coppia di borchie piccole, forse destinate ad ornare una borsa, della lunghezza di 3 cm
- una borchia grande della lunghezza di 5,4 cm a forma di elmo, forse appartenente anch'essa ad una borsa
- due puntali della lunghezza di 2,3 cm ciascuno per le punte del fodero di due coltellini
- due catenelle per coltellini della lunghezza totale di 30 cm
- una fibula a forma di cicala, forse non appartenente al tesoro originale

I diversi elementi del corredo sono divisi tra i seguenti musei:
- Germanisches Nationalmuseum di Norimberga:
una fibula ad aquila, un orecchino, quattro elementi di collana con pendente, un pendente, la fibula a cicala.
- British Museum di Londra:
un orecchino, tre elementi di collana con pendenti, la borchia grande, una borchia piccola, i due puntali, l'anello, lo spillone, le catenelle.
- Museo di Stato  di Città di San Marino:
una borchia piccola.
- Metropolitan Museum of Art di New York:
un elemento di collana con pendente.
- Louvre Abu Dhabi:
una fibula ad aquila.

Alla Galleria Sabauda di Torino è poi conservato un ulteriore elemento di collana con pendente, che presenta la stessa forma e lo stesso sistema di costruzione degli altri; non è tuttavia considerato parte del tesoro.

## Ricostruzione sperimentale
Negli anni 2004-2006 viene promosso, su impulso del Rotary Club San Marino e della Fondazione Cassa di Risparmio della Repubblica di San Marino – S.U.M.S., un progetto di riproduzione sperimentale dei gioielli. Le ricostruzioni, eseguite utilizzando tecniche compatibili con gli strumenti e le disponibilità antiche, secondo le metodiche dell’archeologia sperimentale, sono esposte presso il Museo di Stato, nella sezione di Archeologia del Territorio.

## Galleria d'immagini

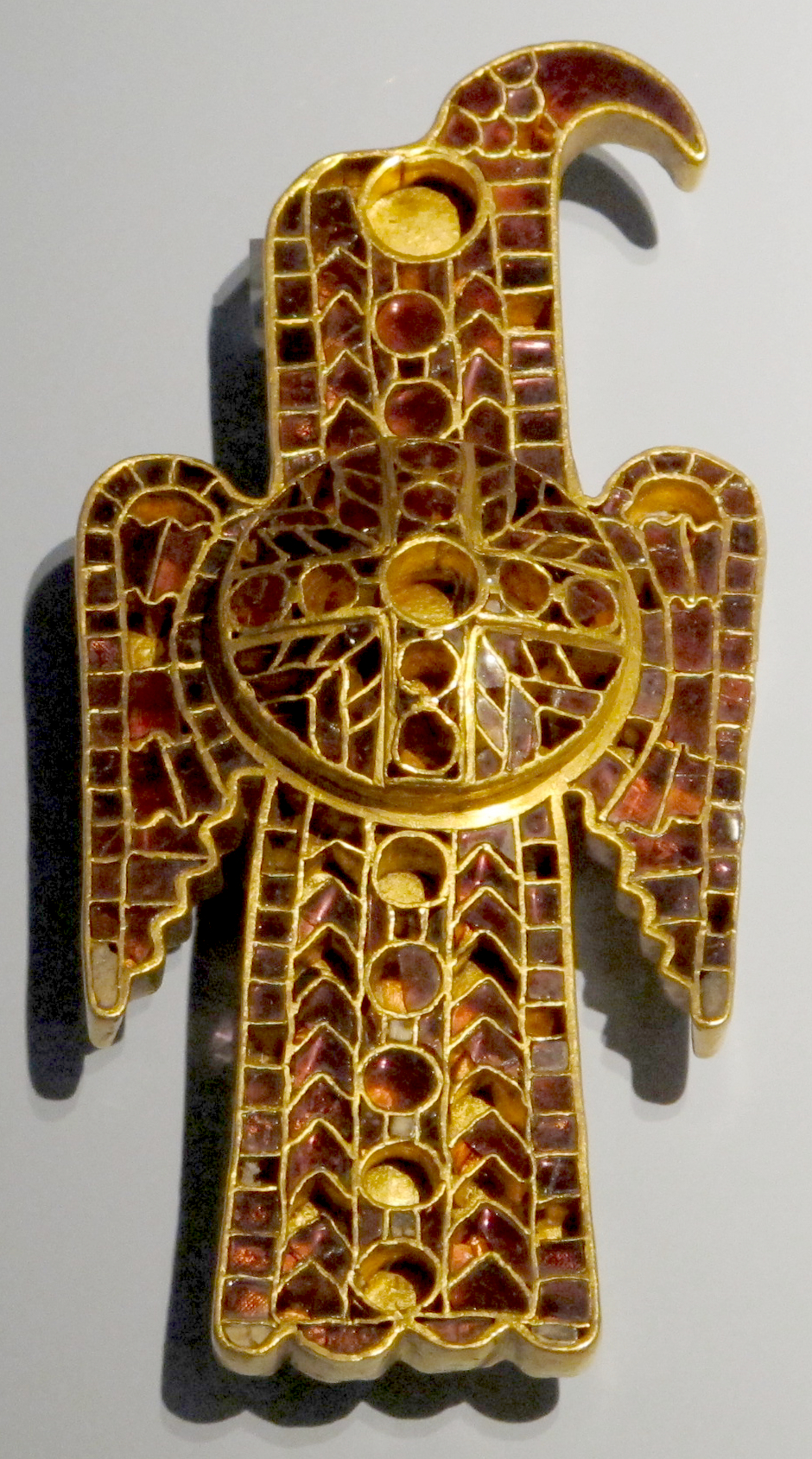
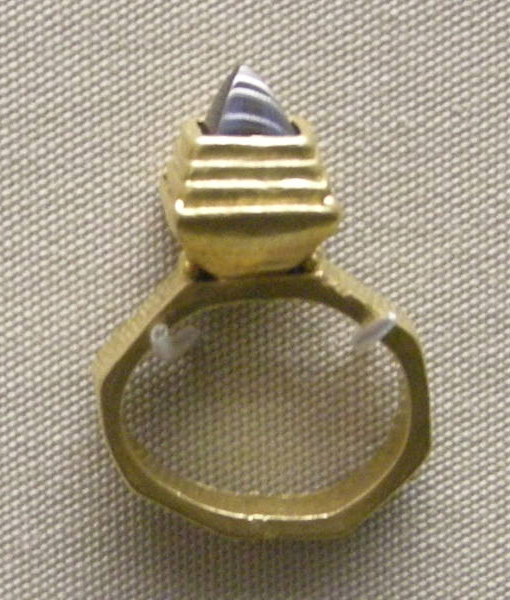
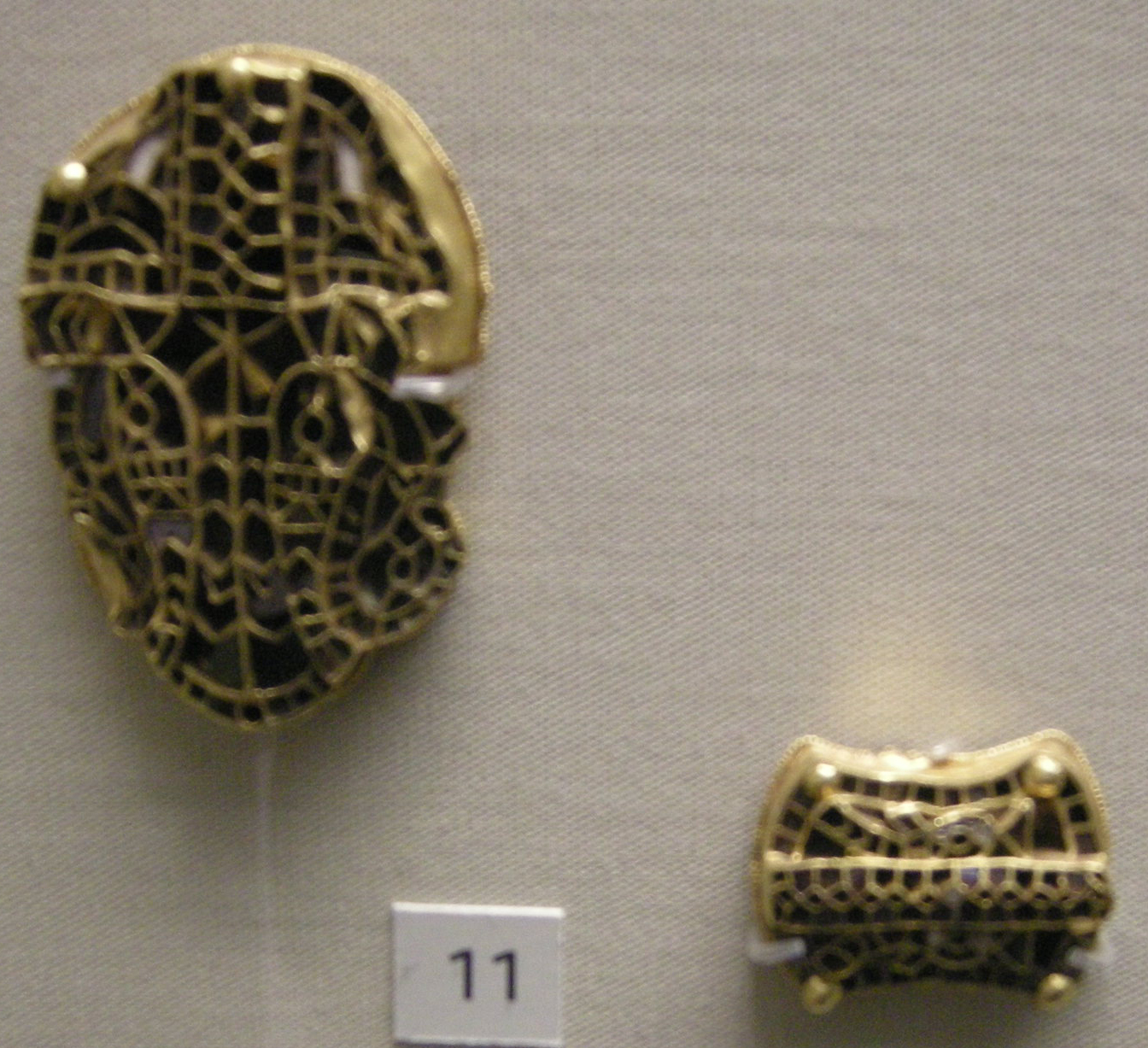
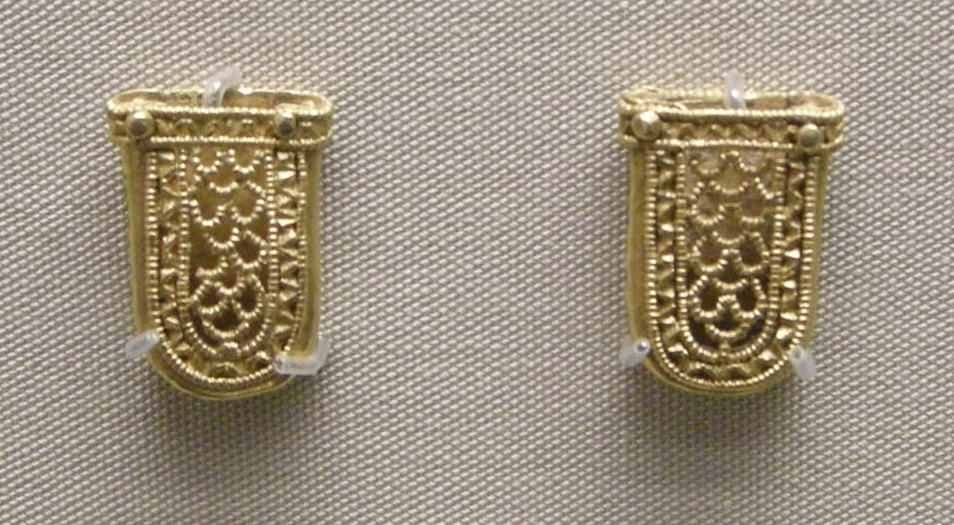
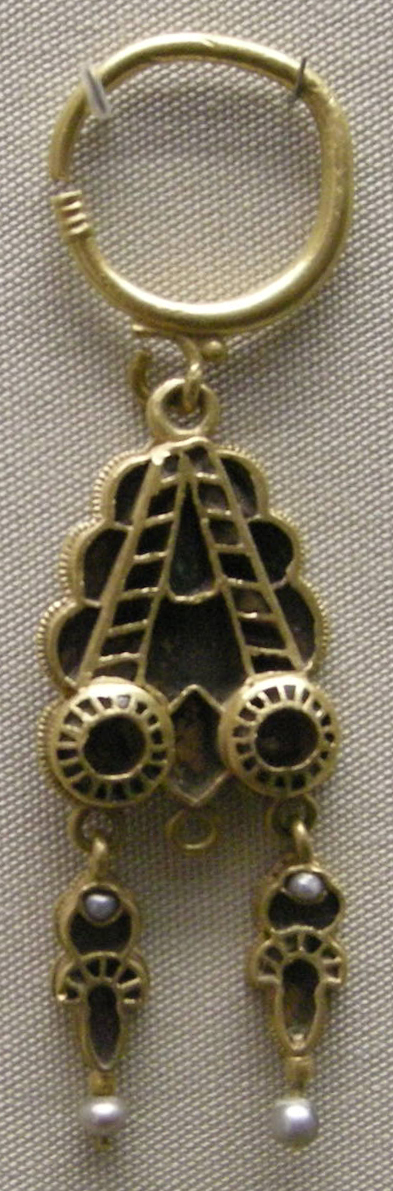
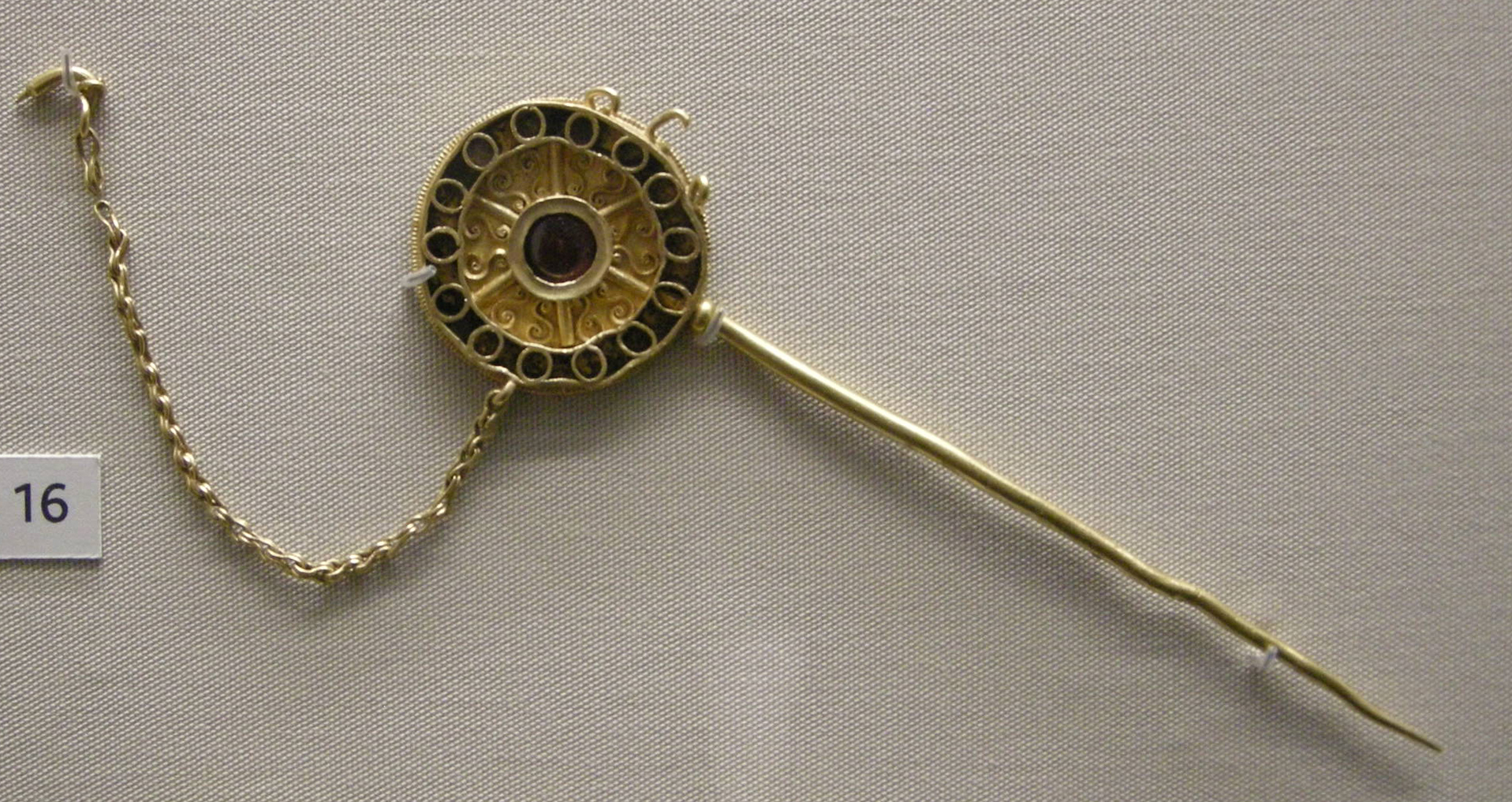
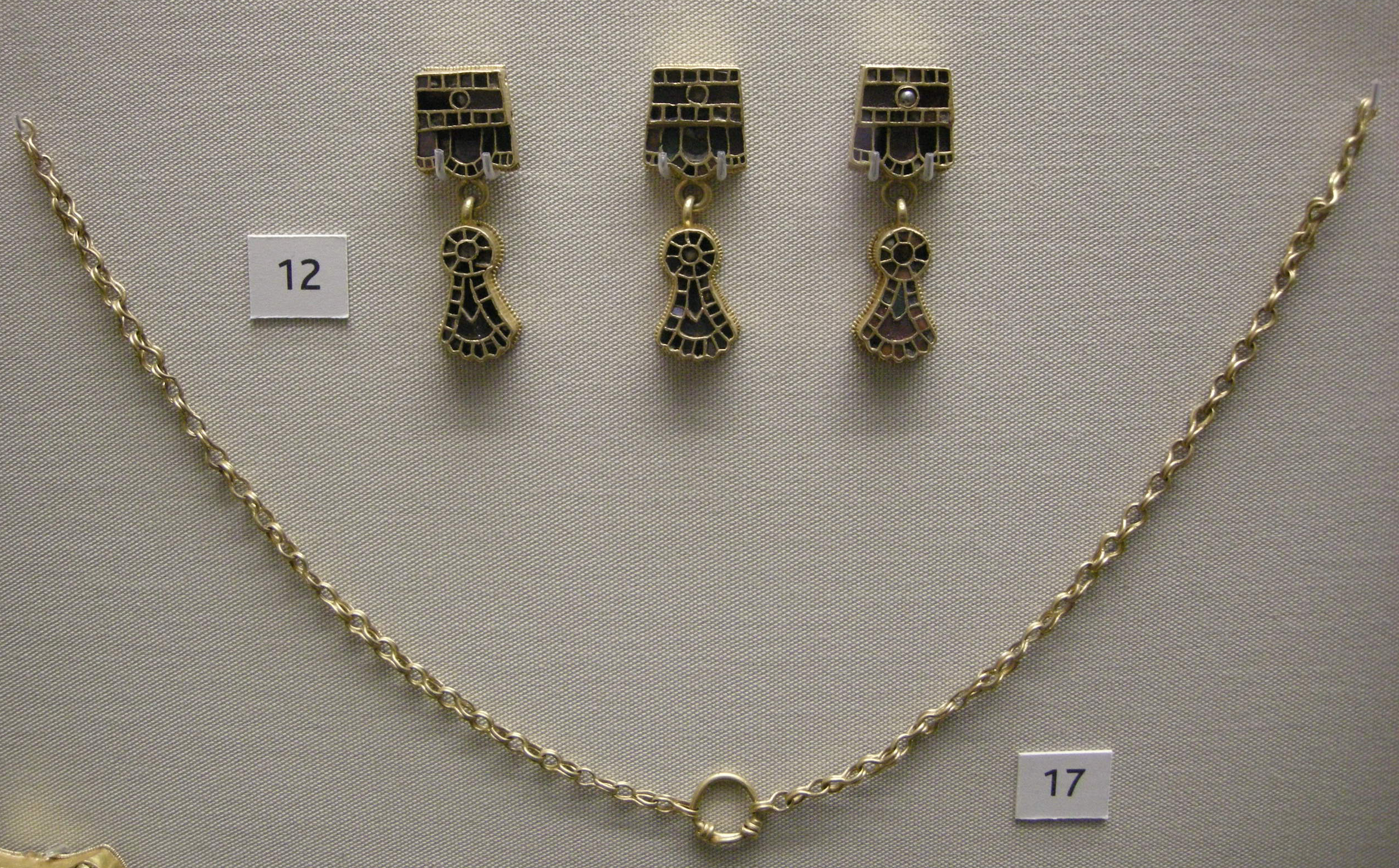
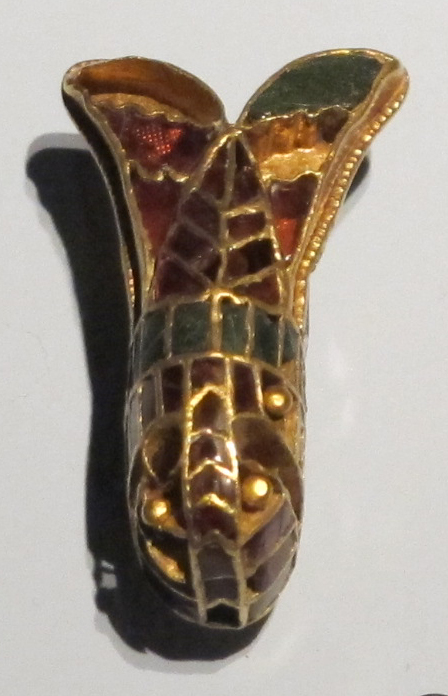
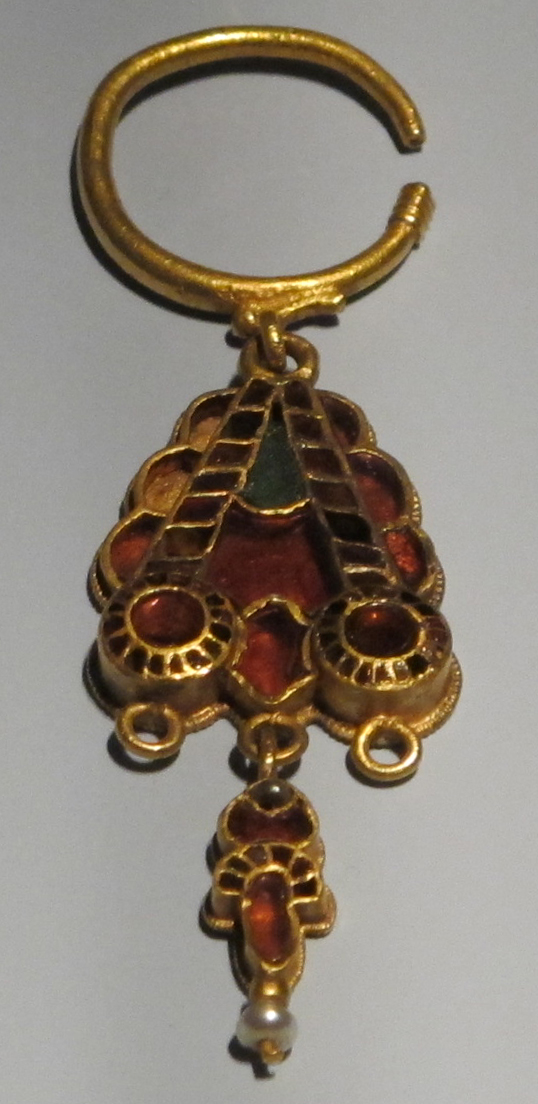
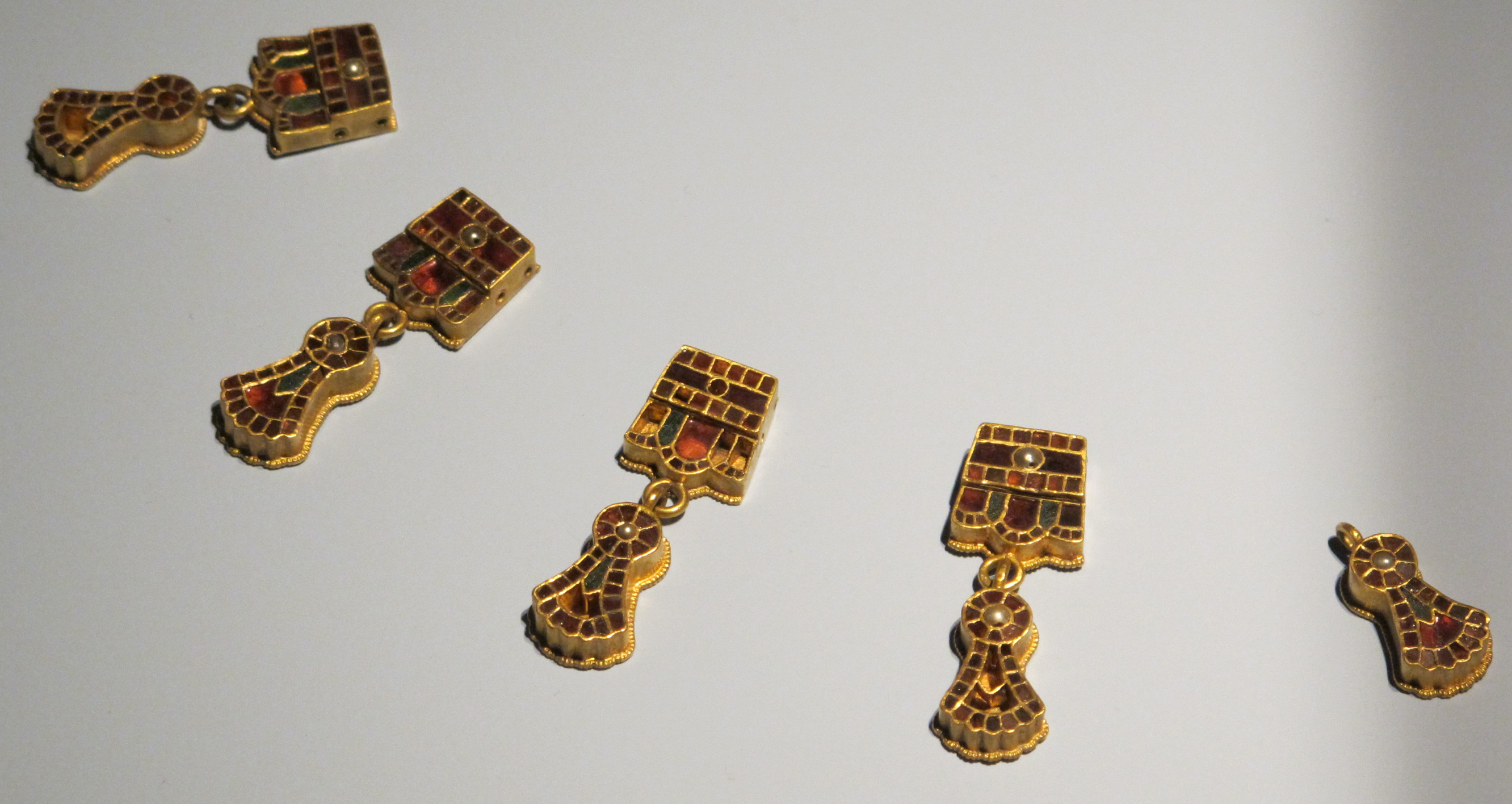